# Barcelona Ladies Open 1994
Il Barcelona Ladies Open 1994 è stato un torneo di tennis giocato sulla terra rossa.
È stata la 14ª edizione del torneo, che fa parte della categoria Tier II nell'ambito del WTA Tour 1994.
Si è giocato al Real Club de Tenis Barcelona di Barcellona in Spagna, dal 18 al 24 aprile 1994.

## Campioni

### Singolare
Arantxa Sánchez Vicario ha battuto in finale  Iva Majoli con il punteggio di 6–0, 6–2

### Doppio
Larisa Neiland /  Arantxa Sánchez Vicario hanno battuto in finale  Julie Halard /  Nathalie Tauziat con il punteggio di 6–2, 6–4